# Хлодион

Расселение франков в середине V века

Хлодион (Хлодион Длинноволосый) — легендарный вождь франков, правивший приблизительно в 427/428—447/448 годах.

## Происхождение прозвища
Прозвище «Длинноволосый» Хлодион получил благодаря одной из записей Григория Турского, написавшего «Историю франков» в VI веке: «Многие же передают, что те же самые франки пришли из Паннонии и прежде всего заселили берега Рейна. Затем отсюда они перешли Рейн, прошли Торингию и там по округам и областям избрали себе длинноволосых королей из своих первых, так сказать, более знатных родов».
Замечание Григория Турского о длине волос первых королей не случайно. Дело в том, что отпускать длинные волосы разрешалось только наследникам королевского дома, это был отличительный признак верховного бога германцев Одина. Таким образом, короли из рода Меровингов приписывали себе божественное происхождение, а франки считали своих королей потомками богов. Франкские воины носили короткие стрижки, а все короли вплоть до исчезновения рода Меровингов имели длинные волосы, которые они не стригли с самого рождения, и именно поэтому часто Меровингов именуют «длинноволосыми королями».
Имя Хлодиона имеет в своей основе франкское слово hlod, что значит «прославленный», «выдающийся», «именитый».

## Биография
Сведения о Хлодионе очень скудны и сомнительной достоверности. Григорий Турский, упоминая короля Теодомера, затем переходит к повествованию о Хлодионе, как бы говоря, что Хлодион наследовал Теодомеру. Фредегар в своей «Хронике» пошёл дальше: он объявляет Теодомера отцом Хлодиона. Неизвестный автор «Книги истории франков» (VIII век) называет предшественником и отцом Хлодиона некого Фарамонда, якобы стоявшего во главе Меровингской династии. Он объявляет последнего сыном Маркомира и внуком Приама. Но эти данные относятся к области генеалогических ошибок.
Начало царствования Хлодиона относится к 427/428 году. Из рассказа Григория Турского известно, что резиденцией его была крепость Диспарг (не локализовано) в области тюрингов. Хотя совершенно непонятно, где находилась эта область левобережных рейнских тюрингов, но по замечанию Григория, что в южной части этой области, до самой Луары жили римляне, можно предположить, что речь идёт о западной части римской провинции Бельгика (более поздний Брабант). Возможно, упоминаемая область тюрингов (Thoringia) является искаженным названием области тонгров (Tungri, Tongria) — древней области эбуронов, племени на севере Галлии (Gallia Belgica). Здесь, видимо, произошло смешение названия тонгров (Tungri) с немецким названием тюрингов (Thuringi).
В то же время Григорий отмечает, что к югу от Луары властвовали вестготы, а бургунды селились на Роне вблизи Лиона.
В 428 году Хлодион узнал, что города Белгики беззащитны, так как Флавий Аэций забрал большинство солдат, охранявших эти территории, на войну с вестготами. Хлодион с большой армией переправился через Рейн, прошёл через Угольный лес (римское название для части Арденнского леса от Самбры на северо-запад до Шельды) и овладел городом Турне, а оттуда продвинулся до Камбре. Там он остановился на некоторое время и дал приказание умертвить мечом всех римлян, которые жили в городе. Удержав за собой город, он пошёл дальше и завоевал всю страну (всю территорию современной Бельгии) до реки Соммы. Здесь он столкнулся с серьёзным сопротивлением последнего очага римской государственности в Галлии с центром в Париже (Лютеция).
О Хлогионе (или Хлодионе, Хлоионе) как исторической личности упоминает и латинский поэт Сидоний Аполлинарий в панегирике будущему императору Майориану. На то время Майориан был римским полководцем в Галлии, сподвижником Аэция. Обращаясь к Майориану, Сидоний восклицает: «Пока ты воевал, франк Хлогион захватил незащищенные земли атребатов (на севере Галлии)». Успехи франков привлекли внимание Аэция, и он совместно с Майорианом двинулся против них. По рассказу Сидония Аполлинария, римляне застали франков врасплох у города, называвшегося Еленой (который считают нынешним Лансом). В минуту атаки франки пировали и плясали по случаю свадьбы одного из своих предводителей. Разбитый Хлодион был вынужден в беспорядке ретироваться к Рейну или даже за Рейн (431). Опасность со стороны гуннов вскоре заставила Аэция примириться с Хлодионом. Вступив в союзные отношения с галло-римлянами, салические франки стали так называемыми римскими федератами. Их столицей стал город Турне.
По утверждению «Книги истории франков» правил Хлодион 20 лет. Григорий Турский считал Хлодиона предком Меровея, а Фредегар прямо называет его отцом последнего.

### Исторические карты
- Варвары
- Европа в 400 году
- Римская империя на рубеже IV—V вв. «Великое переселение народов»